# Kenneth Zeigbo
Kenneth Zeigbo (* 16. Juni 1977 in Enugu) ist ein ehemaliger nigerianischer Fußballspieler. Er wurde meistens als Mittelstürmer eingesetzt.

## Karriere

### Verein
Kenneth Zeigbo spielte für NEPA Lagos und die Enugu Rangers in seiner Heimat Nigeria, bevor er Ende 1997 nach Polen zu Legia Warschau kam. Hier spielte er eine Saison und wurde wegen seiner guten Leistungen in der polnischen Ekstraklasa und im Europapokal der Pokalsieger vom italienischen Serie-A-Klub AC Venedig verpflichtet. Hier konnte er sich allerdings nie wirklich durchsetzen und wurde an Al Ain Club aus den Vereinigten Arabischen Emiraten, danach an Al-Ahly Tripolis aus Libyen und an den italienischen Serie-C1-Klub L’Aquila Calcio ausgeliehen. Nach seiner Rückkehr 2002 zum AC Venedig absolvierte er noch drei Spiele in der Serie B und wechselte 2003 zu Calcio Belluno, die in der Serie C2 spielten. Nach 2005 spielte Kenneth Zeigbo nur noch für unterklassige italienische Klubs.

### Nationalmannschaft
Zeigbo absolvierte zwischen 1997 und 1999 insgesamt drei Spiele für die Nigerianische Fußballnationalmannschaft und erzielte ein Tor. 1998 gehörte er zum breiten Kader der Nigerianischen Nationalmannschaft, wurde aber nicht für die WM 1998 nominiert.

## Erfolge
- Meister in den Vereinigten Arabischen Emiraten (2000)
- Polnischer Supercupsieger (1998)
- Torschützenkönig der nigerianischen Liga (1996)